# Cai Lorenz Brockdorff
 Der er flere personer med dette navn, se Cai Brockdorff.
Cai Lorenz greve og rigsgreve Brockdorff (1. september 1646 – 30. marts 1725) var en dansk gehejmeråd.
Han var søn af oberst Cai Bertram Brockdorff (død 1689) til Bothkamp m.m. Brockdorff blev i en ung alder kammerherre og landråd, og i 1667 afstod faderen til ham godserne Kletkamp, Grünhaus m.m. Få år efter, 26. maj 1672, blev Brockdorff optaget i den danske grevestand, ligesom han senere, 3. juni 1706, af kejser Joseph I blev ophøjet til tysk rigsgreve. Da faderen i sine sidste leveår til sine børn af andet ægteskab ville afstå lenet Bothkamp, kom han derover med sønnen i en tvist, der, også efter faderens død, fortsattes såre længe mellem hans børn. Brockdorffs halvsøstre Benedicte Margrethe, gift med gehejmeråd Christian Ditlev Reventlow, og Dorothea, gift med friherre Woldemar Løvendal, påstod, at broderen i 1681 ved en overenskomst med faderen havde gjort afkald på Bothkamp til fordel for dem og deres yngre søskende. Da den gamle Brockdorff ved testamente af 1. januar 1687 erklærede sin datter Dorothea Løvendal arveløs, og Benedicte Reventlow, efter at have affundet sig med en tredje søster, Margrethe Amalie, gjorde fordring på Bothkamp for sig alene, angreb Brockdorff og hans halvsøster Dorothea Løvendal faderens testamente. Landretten erklærede ekshæredationen ugyldig, men sagen gik fra Landretten til det tyske riges Kammerret i Wetzlar, som i 1701 erklærede sig til gunst for Brockdorff. Grevinde Reventlow opgav imidlertid ikke kampen, men opnåede af kong Frederik IV påbud om at sidde Rigskammerrettens kendelse overhørig under 10.000 rigsdalers straf. Striden trak ud i langt over 20 år, Rigskammerretten kasserede i 1725 Frederik IV's påbud til grevinde Reventlow, og det så en tid lang endog ud til rigseksekution, men sagen endtes dog langt om længe ved et forlig, ifølge hvilket Brockdorffs søn, Christian Frederik Brockdorff, til hvem faderen allerede før 1712 havde afhændet Klethkamp og Grünhaus, mod en godtgørelse af 150.000 rigsdaler species gjorde afkald på det omdisputerede gods.
Brockdorff ejede foruden Klethkamp og Grünhaus også Westensee, Werwick og Doorn (provinsen Utrecht) m.m. og var domprovst i Utrecht og dansk gehejmeråd. Han var fra før 1667 kammerherre hos dronning Sophie Amalie og var iblandt de først udnævnte Riddere af Dannebrog, oktober 1671. Han døde 30. marts 1725.